# District de Jingzhou
Le district de Jingzhou ( Chine) est une subdivision administrative de la province du Hubei en Chine. Elle est le siège administratif de la ville-préfecture de Jingzhou.
On y trouve :
- La gare de Jingzhou ;
- La ville fortifiée historique de Jingzhou, ancienne capitale du Royaume Chu ;
- Le Musée d'histoire de Jingzhou ;
- Le Temple Kaiyuan, datant des dynasties Ming et Qing ;
- Le Temple Xuanmiao, datant de la dynastie Yuan (1234 – 1368) ;
- L'ancienne maison de Zhāng Jūzhēng (张居正 / 張居正) ;
- Divers parcs, monuments et étendues d'eaux.

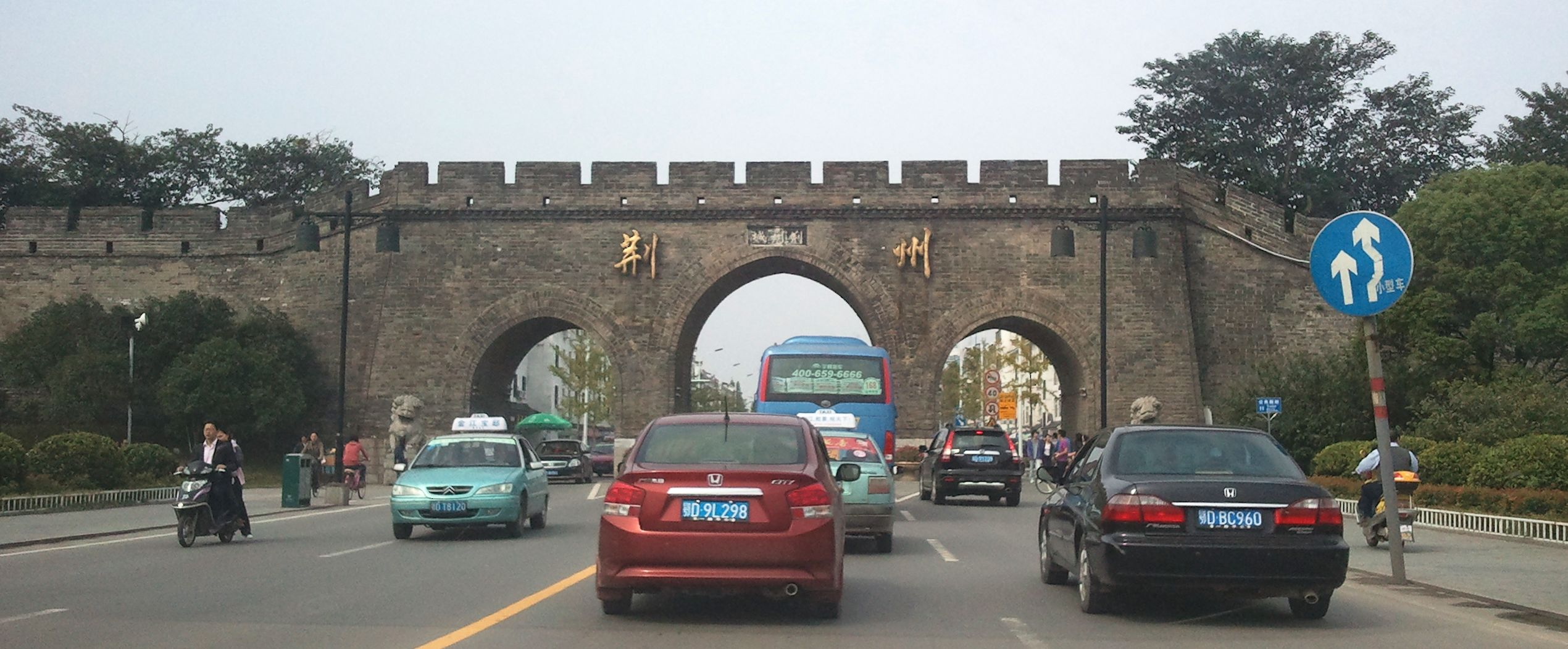
Porte Est de la ville historique
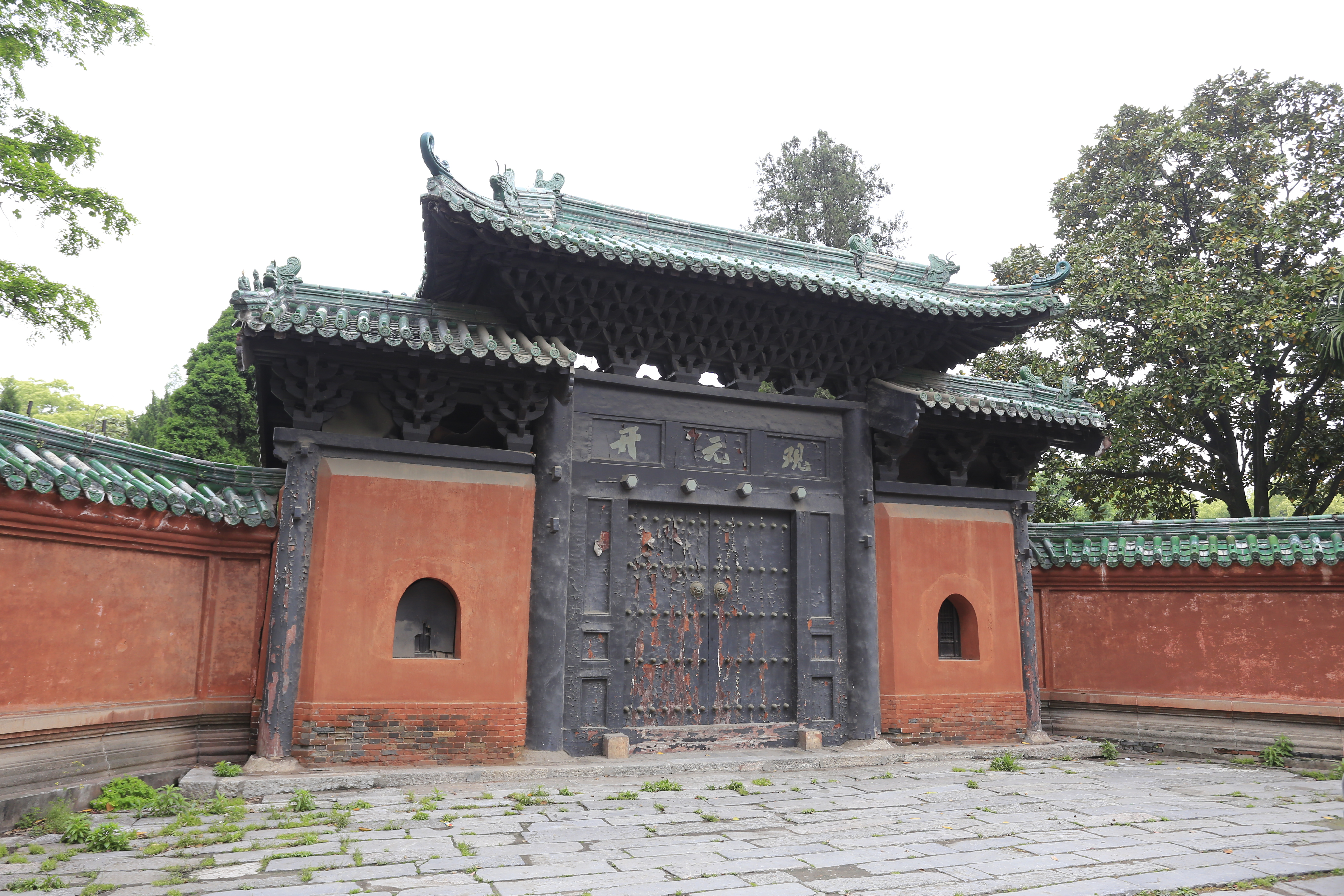
Portail du temple Kaiyuan
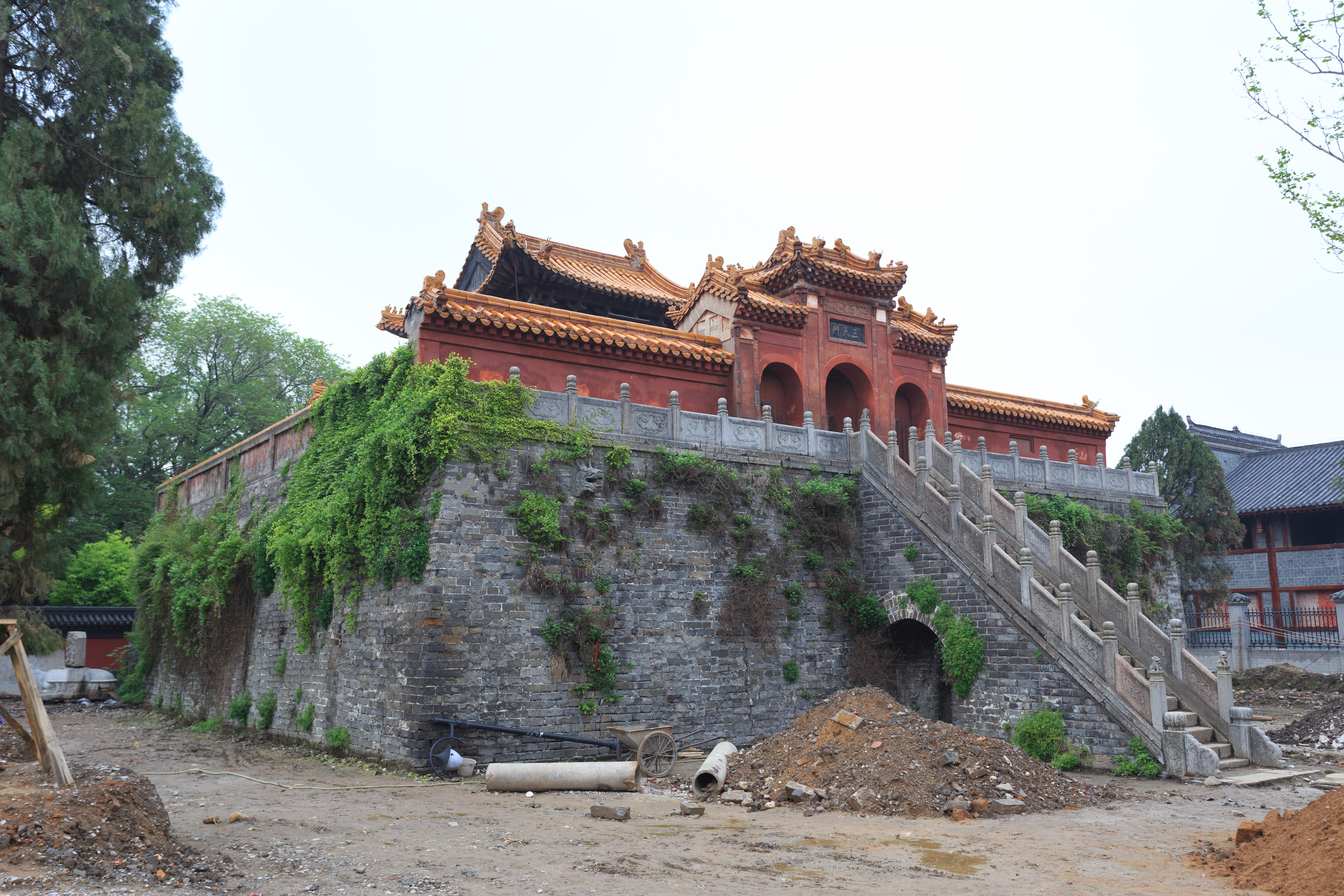
Un bâtiment du Temple Xuanmiao
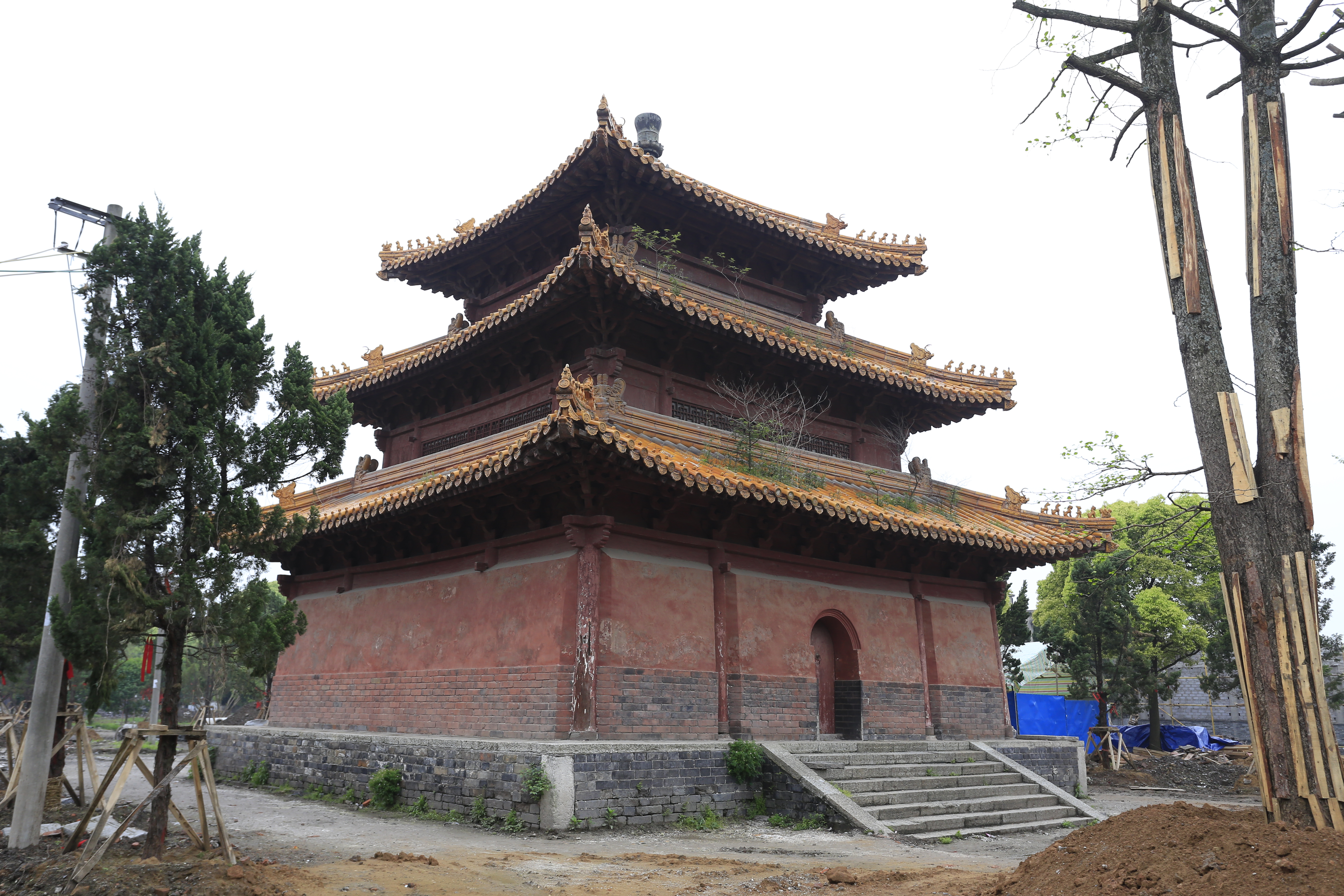
Un bâtiment du Temple Xuanmiao
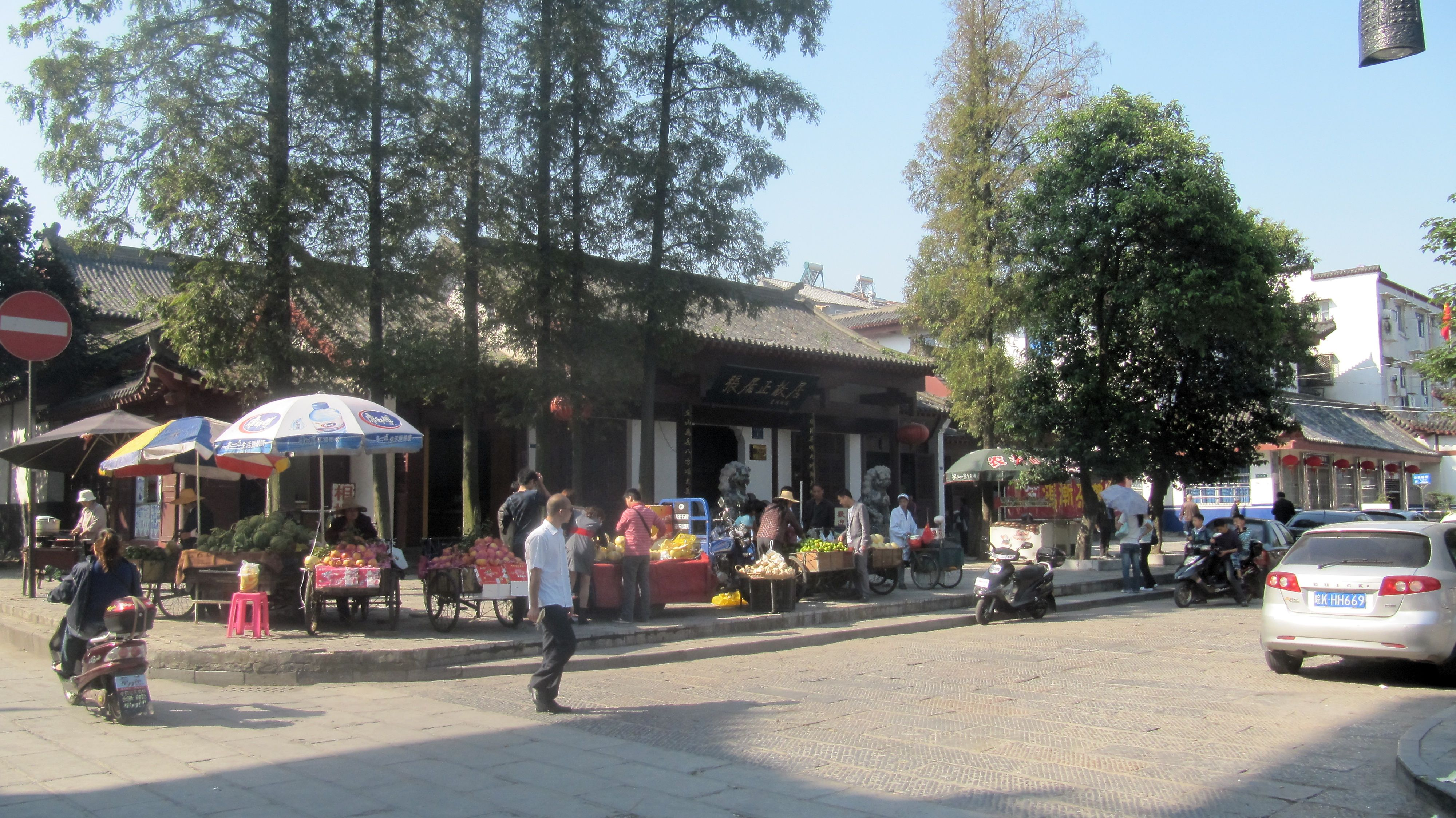
Demeure de Zhāng Jūzhēng